# 211a Brigada Mixta (Exèrcit Popular de la República)
La 211a Brigada Mixta va ser una unitat de l'Exèrcit Popular de la República que va combatre durant la Guerra Civil Espanyola. Al llarg de la contesa va estar present en els fronts d'Aragó i Llevant.

## Historial
La unitat va ser creada a l'agost de 1937 a Tortosa a partir dels batallons 3r, 5è i 37è de Carrabiners. El comandament de la nova 211a Brigada Mixta va recaure en el major de milícies Antonio Pérez Quijano. Traslladada a Sueca i Sagunt, posteriorment seria enviada al front d'Aragó. L'1 de setembre va atacar les posicions franquistes a «Los Pedruscos» al costat de la brigada «Garibaldi», si bé l'atac no va aconseguir els objectius que buscava. Situada a Aliaga, el 28 de setembre va acudir al front de Saragossa per a prendre part en les ofensives republicanes, on va sostenir diversos combats. Amb posterioritat passaria a constituir la reserva del XII Cos d'Exèrcit.
El 12 de febrer de 1938 la 211a BM va ser enviada al front de Terol, on va actuar com a reforç de la 27a Divisió en el sector de Montalbán.
El 10 de març, després del començament de l'ofensiva franquista sl front d'Aragó, la 211a BM va ser enviada a Lécera per a intentar frenar la infiltració enemiga —després de l'esfondrament del front en Belchite. L'endemà es va retirar a la zona d'Oliete-Alarcón, on seria batiada per l'ofensiva enemiga. El dia 13 va perdre les poblacions d'Ariño, Alloza i Andorra, després d'haver sofert greus baixes, sent enviada a cobrir l'àrea del riu Guadalop i Calanda. Per a llavors un dels batallons de la 211a BM havia quedat aïllat al nord del riu Ebre, perseguit per les forces de la 5a Divisió de Navarra.
La brigada va passar a ser manada pel comandant de carrabiners Josep Fortuny Girona. Va quedar agregada al XXI Cos d'Exèrcit com una brigada solta. A la fi de març la unitat va prendre part en els contraatacs republicans contra els caps de pont de Castellseràs i Alcanyís, si bé el dia 23 va perdre diverses cotes situades a la dreta del riu Guadalop, havent de retirar-se a Valdealgorfa. Si bé va aconseguir defensar tenaçment aquesta població, el 28 de març va haver de retirés davant la pressió enemiga.
Amb posterioritat la 211a Brigada va ser agregada a la 22a Divisió, prenent part en la batalla de Llevant. Després del final dels combats en Llevant va ser agregada a la 40a Divisió del XVII Cos d'Exèrcit, sense tornar a prendre part en operacions militars de rellevància.

## Comandaments
Comandants
- major de milícies Antonio Pérez Quijano;[10][11]
- comandant de carrabiners Josep Fortuny Girona;